# Aigua segura
L'aigua segura és aquella aigua que no conté bacteris perillosos, metalls tòxics dissolts ni productes químics danyosos per la salut i és, per tant, considerada segura per beure. Aquest concepte s'ha consolidat davant de la dificultat de poder disposar d'aigua potable disponible per a consum humà en molts llocs del planeta, principalment per motius de cost.
Existeixen nombrosos programes de cooperació internacional l'objectiu dels quals se centra a divulgar procediments fàcils i econòmics per obtenir aigua segura, dirigits principalment a països en vies de desenvolupament.